# Trượt tuyết băng đồng
Trượt tuyết băng đồng hay trượt tuyết việt dã là một môn thể thao trượt tuyết mà những người tham gia sử dụng ván trượt và gậy trượt để tự đẩy mình đi băng qua những khu vực địa hình tuyết phủ, thường trên những con đường được ủi ra. Môn thể thao này phổ biến ở những nơi có các cánh đồng tuyết lớn, phần lớn là Bắc Âu, Canada và Alaska.. Đó là một môn thể thao tốt cho sức khỏe, vì sử dụng nhiều bắp thịt khác nhau của cơ thể, nên hay được khuyến khích tập luyện.
Trượt tuyết băng đồng là một phần của một nhóm các môn thể thao trượt tuyết Bắc Âu (Nordic skiing) bao gồm ski jumping, Nordic combined (trượt tuyết băng đồng và ski jumping), hai môn phối hợp (trượt tuyết và bắn súng) và chạy định hướng trên tuyết.

## Lịch sử
Việc sử dụng ván trượt tuyết để di động đã có từ nhiều ngàn năm nay. Tuy nhiên là môn thể thao để thi đấu thì mới bắt đầu từ thế kỷ thứ 19 tại Bắc Âu. Cuộc thi đấu quan trọng đầu tiên xảy ra tại Holmenkollen ở Oslo.
Từ thế vận hội mùa Đông 1924 trượt tuyết băng đồng trở thành một môn thể thao chính trong chương trình thi đua của thế vận hội. Từ thế vận hội mùa Đông 1952 cũng có những cuộc thi đấu cho phụ nữ.

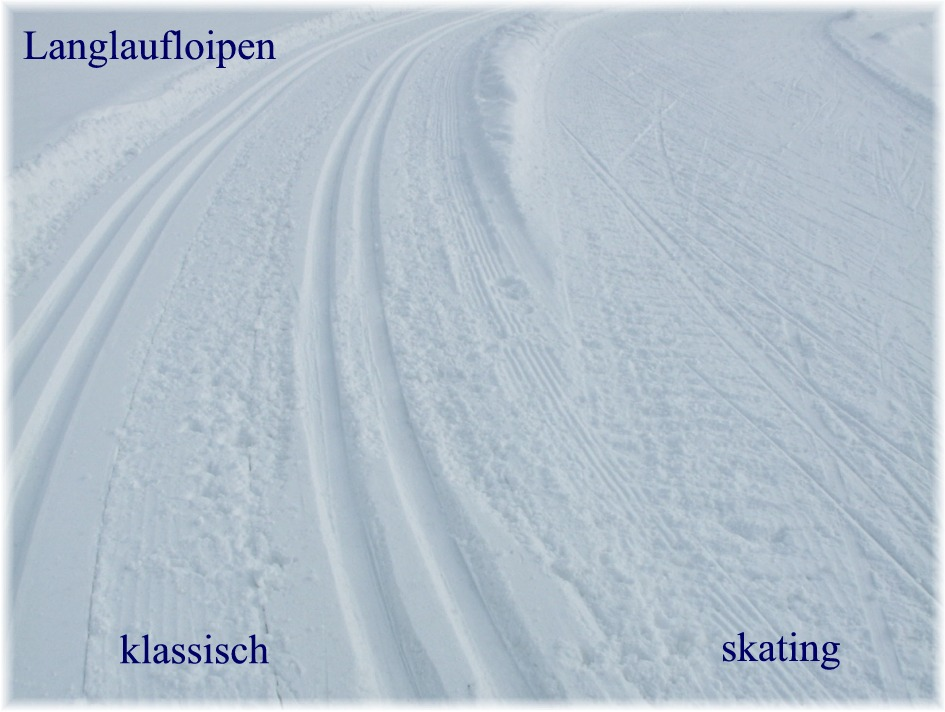
Đường trượt tuyết băng đồng kiểu cổ điển (klassisch) và skating

Đến cuối thập niên 1970 một kỹ thuật mới được phát triển, gọi là skating. 
Nhiều nước như Ý, Pháp, Áo hay Thụy Sĩ cho đó là một sáng kiến hay, tiếp nhận nhanh chóng và sửa lại đường trượt tuyết cho thích hợp. Trong khi ở Đức đến giữa thập niên 1990, nhiều vùng trượt tuyết băng đồng vẫn còn treo bảng cấm skating. Ở Bắc Âu thì người tham gia cũng ít đi theo kiểu này.